# Ciclista Lima
Ciclista Lima Association jest peruwiańskim klubem piłkarskim z siedzibą w mieście Lima. Swoje mecze rozgrywa na oddanym do użytku w 1952 roku stadionie Estadio Nacional de Perú.

## Osiągnięcia
- Wicemistrz Peru: 1994 (Apertura)
- Mistrz drugiej ligi peruwiańskiej: 1946, 1949, 1993
- Udział w Copa CONMEBOL: 1994